# Trichopilia galeottiana
Trichopilia galeottiana är en orkidéart som beskrevs av Achille Richard. Trichopilia galeottiana ingår i släktet Trichopilia och familjen orkidéer. Inga underarter finns listade i Catalogue of Life.